# Resolutie 1216 Veiligheidsraad Verenigde Naties
Resolutie 1216 van de Veiligheidsraad van de Verenigde Naties werd unaniem door de VN-Veiligheidsraad aangenomen op 21 december 1998. De resolutie stemde in met een ECOWAS-waarnemingsmacht in Guinee-Bissau.

## Achtergrond
Guinee-Bissau werd in 1973 onafhankelijk van Portugal en zag in 1994 voor het eerst verkiezingen. In 1998 kwam het leger echter in opstand, waarbij de president werd afgezet en de Guinee-Bissause burgeroorlog uitbrak. Uiteindelijk werden pas eind 1999 nieuwe presidentsverkiezingen gehouden, en werd de nieuwe president begin 2000 geïnstalleerd.

## Inhoud
De overheid van Guinee-Bissau en de zelfuitgeroepen militaire junta in het land hadden op 26 augustus en 1 november een akkoord getekend, en op 15 december een bijkomend protocol. Beiden werden opgeroepen die na te komen. Zo moest het staakt-het-vuren worden gerespecteerd, een regering van nationale eenheid gevormd, presidentsverkiezingen gehouden voor eind maart 1999, de luchthaven en haven van Bissau heropend, alle buitenlandse troepen teruggetrokken en tegelijkertijd een militaire waarnemingsmacht van de ECOWAS gestationeerd worden. Ook werden de partijen opgeroepen de mensenrechten te respecteren en hulporganisatie toe te laten.
De ECOWAS-macht werd toegelaten actie te ondernemen om haar eigen veiligheid en bewegingsvrijheid te verzekeren. Haar werd ook gevraagd elke maand te rapporteren. Secretaris-generaal Kofi Annan werd gevraagd aanbevelingen te doen over een eventuele rol van de VN in het vredesproces. Ten slotte besloot de Veiligheidsraad de situatie voor eind maart 1999 te bekijken, op basis van een rapport dat aan de secretaris-generaal werd gevraagd.

## Verwante resoluties
- Resolutie 302 Veiligheidsraad Verenigde Naties (1971)
- Resolutie 356 Veiligheidsraad Verenigde Naties (1974)
- Resolutie 1233 Veiligheidsraad Verenigde Naties (1999)
- Resolutie 1580 Veiligheidsraad Verenigde Naties (2004)

Lijst ·  1147 ·  1148 ·  1149 ·  1150 ·  1151 ·  1152 ·  1153 ·  1154 ·  1155 ·  1156 ·  1157 ·  1158 ·  1159 ·  1160 ·  1161 ·  1162 ·  1163 ·  1164 ·  1165 ·  1166 ·  1167 ·  1168 ·  1169 ·  1170 ·  1171 ·  1172 ·  1173 ·  1174 ·  1175 ·  1176 ·  1177 ·  1178 ·  1179 ·  1180 ·  1181 ·  1182 ·  1183 ·  1184 ·  1185 ·  1186 ·  1187 ·  1188 ·  1189 ·  1190 ·  1191 ·  1192 ·  1193 ·  1194 ·  1195 ·  1196 ·  1197 ·  1198 ·  1199 ·  1200 ·  1201 ·  1202 ·  1203 ·  1204 ·  1205 ·  1206 ·  1207 ·  1208 ·  1209 ·  1210 ·  1211 ·  1212 ·  1213 ·  1214 ·  1215 ·  1216 ·  1217 ·  1218 ·  1219